# Ruth Groh
Ruth Groh (* 11. Juni 1934 in Soest, Westfalen; † 10. April 2021 in Heidelberg) war eine deutsche Übersetzerin, Lektorin, Literatur- und Kulturwissenschaftlerin.

## Leben und Wirken
Groh studierte von 1954 bis 1955 an der Universität Heidelberg und an der Sorbonne die Fächer Französisch, Englisch und Philosophie. Ab 1960 war sie als Übersetzerin und Lektorin für wissenschaftliche und literarische Texte aus dem Französischen tätig. Im Jahr 1972 nahm sie ein Studium der Philosophie, Romanistik und Sprachwissenschaften an den Universitäten Heidelberg und Konstanz wieder auf. In Heidelberg setzte sie sich insbesondere mit Studien zur Geschichte des Ontologischen Gottesbeweises aus der Perspektive der analytischen Philosophie auseinander. In Konstanz wendete sie sich verstärkt der Literaturwissenschaft zu und schrieb in Auseinandersetzung mit der Konstanzer Schule ihre Dissertation Funktionen der Ironie bei Diderot, mit der sie im Jahr 1982 in Heidelberg bei Arnold Rothe promoviert wurde.
Von 1989 bis 1992 war sie Mitglied der Studiengruppe „Wahrnehmung der Natur – Geschichte der Natur“ am Wissenschaftszentrum Nordrhein-Westfalen, (Kulturwissenschaftliches Institut in Essen). Am selben Institut war sie von Mai 1991 bis April 1992 Kollegiatin. Von Gründung bis Ende (1996–2002) war Ruth Groh Mitarbeiterin und Projektleiterin am SFB 511 „Literatur und Anthropologie“ an der Universität Konstanz. Ab 1990 lehrte sie an der Universität Konstanz und darüber hinaus von 1990 bis 2000 an der Universität St. Gallen. Schwerpunkte ihrer Lehre waren vor allem Kulturgeschichte, Kulturanthropologie und Ideengeschichte. Außer wissenschaftlicher Literatur hat sie gelegentlich auch literarische Texte übersetzt, so von Clara Malraux und Jean-Claude Carrière.
Ruth Groh war seit 1955 mit dem Historiker Dieter Groh verheiratet, mit dem sie auch gemeinsam publizierte. Sie war Mutter von zwei Söhnen (* 1956 und * 1961).

## Rezeption
In Eckhard Henscheids Schlüsselerzählung 10:9 für Stroh (1998) trägt die Figur der Esther Stroh-Habicht ähnliche Züge wie Groh.

## Schriften (Auswahl)
Ruth Groh hat eine Reihe von Beiträgen zu Sammelwerken und Lexika sowie Essays in Zeitschriften verfasst, darunter die Zeitschriften Merkur, Zeitschrift für Historische Forschung, Zeitschrift für Kirchengeschichte, sowie mehrere Aufsätze in Zusammenarbeit mit Dieter Groh publiziert.
- Ironie und Moral im Werk Diderots. Fink, München 1984, ISBN  978-3-770-52213-2 (= Theorie und Geschichte der Literatur und der Schönen Künste. 69.)
- Arbeit an der Heillosigkeit der Welt. Zur politisch-theologischen Mythologie und Theologie Carl Schmitts. Suhrkamp, Frankfurt am Main 1998, ISBN  978-351-828983-9.
- Carl Schmitts gnostischer Dualismus. Der boshafte Schöpfer dieser Welt hat es so eingerichtet. LIT, Münster 2014. (= Forum Religionsphilosophie. 22.)

zusammen mit Dieter Groh
- Weltbild und Naturaneignung. Zur Kulturgeschichte der Natur. Suhrkamp, Frankfurt am Main 2. Aufl. 1991.
- Die Außenwelt der Innenwelt. Zur Kulturgeschichte der Natur II. Suhrkamp, Frankfurt am Main 1996.